# ماوريتسيو روسي
ماوريتسيو روسي (بالإيطالية: Maurizio Rossi)‏ هو فنان ومهندس إيطالي، ولد في 1942 في روما في إيطاليا.